# ショーン・ノリン
ショーン・パトリック・ノリン（Sean Patrick Nolin, 1989年12月26日 - ）は、アメリカ合衆国ニューヨーク州ナッソー郡シーフォード出身のプロ野球選手（投手）。左投左打。

## 経歴

### プロ入り前
2008年のMLBドラフト50巡目（全体1492位）でミルウォーキー・ブルワーズから指名されたが、サンジャシント大学へ進学した。
2009年のMLBドラフト48巡目（全体1433位）でシアトル・マリナーズから指名されたが、サンジャシント大学ノースキャンパスへ編入した。

### プロ入りとブルージェイズ時代
2010年のMLBドラフト6巡目（全体186位）でトロント・ブルージェイズから指名され、7月13日に契約。傘下のルーキー級ガルフ・コーストリーグ・ブルージェイズで1試合に登板し、8月にA-級オーバーン・ダブルデイズへ昇格。6試合に登板し、0勝2敗・防御率6.05だった。
2011年はA級ランシング・ラグナッツで25試合に登板し、4勝4敗1セーブ・防御率3.49だった。
2012年はA+級ダニーデン・ブルージェイズで17試合に登板し、9勝0敗・防御率2.19だった。8月にAA級ニューハンプシャー・フィッシャーキャッツへ昇格。3試合に登板し、1勝0敗・防御率1.20だった。
2013年はAA級ニューハンプシャーで開幕を迎え、5月24日にブルージェイズとメジャー契約を結んだ。同日のボルチモア・オリオールズ戦で先発起用されメジャーデビュー。1.1回を投げ7安打6失点の乱調で、メジャー初黒星を喫した。翌25日にAA級ニューハンプシャーへ降格した。この年は1試合の登板にとどまった。
2014年3月16日にAAA級バッファロー・バイソンズへ異動し、そのまま開幕を迎えた。

### アスレチックス時代
2014年1月28日にジョシュ・ドナルドソンとのトレードで、ブレット・ロウリー、フランクリン・バレト、ケンドール・グレーブマンと共にオークランド・アスレチックスへ移籍した。
2015年は開幕に出遅れて5月に戦列復帰。3Aでプレー後、9月にメジャー昇格を果たしてシーズン終了まで先発ローテーションとして起用された。6試合に登板し、防御率5.28だったが、メジャー初勝利を挙げた。
2016年2月12日にクリス・デービスの加入に伴い、DFAとなった。

### ブルワーズ傘下時代
2016年2月22日にウェイバー公示を経てミルウォーキー・ブルワーズへ移籍した。開幕から15日間の故障者リストに入り、4月2日に60日間の故障者リストに移行した。10月28日に40人枠から外れ、AAA級コロラドスプリングス・スカイソックスに降格した。
2017年11月6日にFAとなった。

### ロッキーズ傘下時代
2018年2月18日にコロラド・ロッキーズとマイナー契約を結んだ。2Aに配属されたが、故障で開幕に出遅れて5月下旬に戦列復帰した。この年は主にリリーフとして起用された。11月2日にFAとなった。

### ホワイトソックス傘下時代
2019年2月28日にシカゴ・ホワイトソックスとマイナー契約を結んだ。2Aで4試合に登板したが結果を残せず、4月25日に契約解除された。

### 独立リーグ時代
2019年5月5日に独立リーグアトランティック・リーグのロングアイランド・ダックスに所属。8試合に登板して無傷の6勝を挙げた。

### マリナーズ傘下時代
2019年7月7日に金銭トレードでシアトル・マリナーズに移籍。AAA級タコマ・レイニアーズに配属され、15試合で6勝を挙げた。11月4日にFAとなった。

### 西武時代
2019年12月6日に埼玉西武ライオンズが獲得を発表した。背番号は49。
2020年8月29日の東北楽天ゴールデンイーグルス戦（楽天生命パーク宮城）でNPB初勝利を挙げた。
12月2日に来季の契約を結ばない旨が発表され、同日付で自由契約公示された。

### ナショナルズ時代
2021年4月25日にワシントン・ナショナルズとマイナー契約を結び、AAA級ロチェスター・レッドウイングスに配属された。8月11日にメジャー契約を結んでアクティブ・ロースター入りした。オフの11月3日にFAとなったが、9日にマイナー契約で再契約した。

### 起亜時代
2022年1月9日、KBOリーグの起亜タイガースに入団したと発表された。同年オフに自由契約となった。

## 投球スタイル
オーバースロー、サイドスロー、2段モーション、トルネード、クイックなどの多彩なフォームを打者や状況によって使い分ける投球が特徴である。

## 詳細情報

### 年度別投手成績
| 年 度    | 球 団    | 登 板 | 先 発 | 完 投 | 完 封 | 無 四 球 | 勝 利 | 敗 戦 | セ 丨 ブ | ホ 丨 ル ド | 勝 率 | 打 者 | 投 球 回 | 被 安 打 | 被 本 塁 打 | 与 四 球 | 敬 遠 | 与 死 球 | 奪 三 振 | 暴 投 | ボ 丨 ク | 失 点 | 自 責 点 | 防 御 率 | W H I P |
| -------- | -------- | ----- | ----- | ----- | ----- | -------- | ----- | ----- | -------- | ----------- | ----- | ----- | -------- | -------- | ----------- | -------- | ----- | -------- | -------- | ----- | -------- | ----- | -------- | -------- | ------- |
| 2013     | TOR      | 1     | 1     | 0     | 0     | 0        | 0     | 1     | 0        | 0           | .000  | 11    | 1.1      | 7        | 1           | 1        | 0     | 0        | 0        | 0     | 0        | 6     | 6        | 40.50    | 6.00    |
| 2014     | TOR      | 1     | 0     | 0     | 0     | 0        | 0     | 0     | 0        | 0           | ----  | 4     | 1.0      | 1        | 1           | 0        | 0     | 0        | 0        | 0     | 0        | 1     | 1        | 9.00     | 1.00    |
| 2015     | OAK      | 6     | 6     | 0     | 0     | 0        | 1     | 2     | 0        | 0           | .333  | 134   | 29.0     | 35       | 4           | 12       | 0     | 0        | 15       | 3     | 1        | 19    | 17       | 5.28     | 1.62    |
| 2020     | 西武     | 5     | 5     | 0     | 0     | 0        | 1     | 2     | 0        | 0           | .333  | 96    | 21.1     | 22       | 3           | 10       | 1     | 1        | 21       | 0     | 0        | 16    | 16       | 6.75     | 1.50    |
| 2021     | WSH      | 10    | 5     | 0     | 0     | 0        | 0     | 2     | 0        | 0           | .000  | 123   | 26.2     | 32       | 4           | 13       | 0     | 2        | 20       | 0     | 0        | 13    | 13       | 4.39     | 1.69    |
| MLB：4年 | MLB：4年 | 18    | 12    | 0     | 0     | 0        | 1     | 5     | 0        | 0           | .167  | 272   | 58.0     | 75       | 10          | 26       | 0     | 2        | 35       | 3     | 1        | 39    | 37       | 5.74     | 1.74    |
| NPB：1年 | NPB：1年 | 5     | 5     | 0     | 0     | 0        | 1     | 2     | 0        | 0           | .333  | 96    | 21.1     | 22       | 3           | 10       | 1     | 1        | 21       | 0     | 0        | 16    | 16       | 6.75     | 1.50    |

- 2021年度シーズン終了時

### 年度別守備成績
| 年 度 | 球 団 | 投手  | 投手  | 投手  | 投手  | 投手  | 投手     |
| 年 度 | 球 団 | 試 合 | 刺 殺 | 補 殺 | 失 策 | 併 殺 | 守 備 率 |
| ----- | ----- | ----- | ----- | ----- | ----- | ----- | -------- |
| 2013  | TOR   | 1     | 0     | 0     | 0     | 0     | ----     |
| 2014  | TOR   | 1     | 0     | 0     | 0     | 0     | ----     |
| 2015  | OAK   | 6     | 0     | 1     | 0     | 0     | 1.000    |
| 2020  | 西武  | 5     | 0     | 1     | 0     | 0     | 1.000    |
| MLB   | MLB   | 8     | 0     | 1     | 0     | 0     | 1.000    |
| NPB   | NPB   | 5     | 0     | 1     | 0     | 0     | 1.000    |

- 2020年度シーズン終了時

### 記録

#### NPB
初記録
- 初登板・初先発登板・初勝利・初先発勝利：2020年8月29日、対東北楽天ゴールデンイーグルス13回戦（楽天生命パーク宮城）、6回3失点
- 初奪三振：同上、1回裏に田中和基から空振り三振

### 背番号
- 35（2013年 - 2014年）
- 47（2015年）
- 49（2020年）
- 74（2021年）
- 37（2022年）